# Jacqueline Hinman
Jacqueline Anne "Jacque" Hinman, flicknamn: Crenca och använde tidigare efternamnet Rast från tidigare äktenskap, född 1961, är en amerikansk företagsledare som är styrelseordförande, president och vd för det multinationella infrastrukturföretaget CH2M Hill Companies, Ltd. sedan 2014.
Hon avlade en kandidatexamen som civilingenjör med inriktningarna miljöingenjör och väg- och vattenbyggnad vid Pennsylvania State University och ledarutbildning vid Stanford University.
Den 8 februari 2016 blev Hinman utsedd till ledamot i styrelsen för den mäktiga intresseorganisationen Business Roundtable.